# Matouš Mandl
Matouš Mandl (27. ledna 1865 Plzeň – 23. prosince 1948 Plzeň) byl český právník a politik, rovněž byl posledním purkmistrem města Plzně (1917–1918).

## Život
Byl synem zlatníka Josefa Mandla a jeho manželky Františky, rozené Filipové. Jeho mladší bratr Josef (1874–1933) byl malířem a profesorem kreslení.
Dne 15. září 1911 byl zvolen nadpoloviční většinou poslancem za volební okres Plzeň do Sněmu království Českého. Po vzniku samostatného československého státu působil i nadále ve vedení města jako starosta Plzně až do roku 1919. V tomto roce navrhl přeložit Vysokou školu báňskou v Příbrami do Plzně, tento projekt nebyl realizován.
V nově vzniklé Československé republice byl poslancem Národního shromáždění za národně demokratickou stranu.
Narodil se v Plzni v Riegrově ulici 3. Byl starším bratrem Josefa Mandla – plzeňského malíře, ten namaloval například také portréty několika plzeňských purkmistrů. Další zajímavostí je, že plzeňský primátorský úřední řetěz z roku 1912 pochází z plzeňské klenotnické dílny jejich jmenovce — firmy František Mandl. Matouš Mandl byl otcem českého advokáta, vysokoškolského pedagoga a právního teoretika Vladimíra Mandla (1899–1941), který jako první na světě formuloval principy kosmického práva.

### Úmrtí
Matouš Mandl zemřel 23. prosince 1948 v Plzni ve věku 83 let a spolu s rodinou je pohřben v hrobce na Ústředním hřbitově v Plzni.